# Первая империя
Пе́рвая импе́рия (фр. Le Premier Empire) — период правления Наполеона I Бонапарта во Франции, когда он носил титул императора французов. В это время Франция достигла вершины своего могущества и влияния в Европе.

## Предыстория
Период в истории Франции, во время которого власть в стране фактически принадлежала Наполеону Бонапарту, но юридически была различным образом ограничена, называется «французским консулатом». Продолжался с 9 ноября 1799 (18 брюмера VIII года, когда Бонапартом был совершён государственный переворот) по 18 мая 1804 (когда Наполеон был провозглашён императором).
Подразделяется на три периода:
- Временное консульство (9 ноября — 24 декабря 1799 года)
- Десятилетнее консульство (25 декабря 1799 — 2 августа 1802)
- Пожизненное консульство (2 августа 1802 — 18 мая 1804)

После переворота 18 брюмера единственную власть во Франции представляло временное правительство, состоявшее из трёх консулов (Бонапарт, Сийес, Роже-Дюко). На двух комиссиях из членов Советов Пятисот и Старейшин лежала обязанность составить новую конституцию. Консулы — или, точнее, консул Бонапарт, так как два других были не более чем его орудиями, — действовали с решительностью самодержавной власти. Париж отнёсся к перевороту совершенно спокойно, не выразив ничем своего недовольства и даже явно сочувствуя новому порядку; в провинции кое-где протестовали некоторые лица из провинциальной магистратуры, но протест не был силён. К 22 фримера VIII года комиссии, вырабатывавшие конституцию, закончили свои работы; проект Сиейса был переделан согласно с желаниями Бонапарта, являющегося главным автором конституции. Это была вполне монархическая конституция, сохранявшая лишь призрак народной власти. Конституция, вручая верховную исполнительную власть трём консулам, назначала на 10-летний срок первым консулом — Бонапарта, вторым — Камбасереса и третьим (на 5-летний срок) — Лебрена. Конституция должна была быть подвергнута народному голосованию (плебисциту), и это было почти единственным проявлением народного суверенитета. После того как народ проголосовал за Конституцию, вся власть отныне оказалась в руках Бонапарта. Он сформировал министерство, в которое вошли Талейран в качестве министра иностранных дел, Люсьен Бонапарт (министр внутренних дел), Фуше (министр полиции).
Задача Бонапарта была трудной. Предстояло создать почти совершенно заново все управление, восстановить финансы, находившиеся в крайне запутанном положении, при полном отсутствии кредита, и как-нибудь покончить со второй коалицией. Одной из первых мер Бонапарта было запрещение «на время войны», 60 политических периодических изданий в Париже. Подавляя все проявления политической свободы, Бонапарт энергично проводил в жизнь положительную часть своей программы. Она состояла в создании твёрдой, крайне централизованной власти, в покровительстве промышленности, особенно земледелию, в примирении с новым порядком вещей всех тех элементов старого общества, которые только могут с ним примириться (в особенности церкви), в улучшении финансов.

## Внутренне-политическая сфера

### Внутренняя политика

#### Характеристика
С 1804 года началась новая эпоха в истории Франции — эпоха империи, которая, впрочем, была прямым продолжением предыдущей, ибо Наполеон и во время консульства в действительности был правителем государства. Правление Наполеона было наполнено, с некоторыми перерывами, войнами, сперва чрезвычайно удачными для Франции, хотя и с отдельными неблагоприятными эпизодами (Трафальгарское сражение); Франция распространила свою власть и влияние почти на всю Европу, оставив глубокий след в её внутренних порядках. Начиная с неудач в Испании (см. Испано-португальская война 1807—1814 гг.) и продолжая войной с Россией в 1812 году, империю постиг ряд неудач (см. Наполеоновские войны и Наполеон I). Тем не менее экономический баланс правления Наполеона не может считаться безусловно неблагоприятным для Франции. Оно закрепило многие завоевания революционной эпохи и создало чрезвычайно благоприятные условия для развития земледелия и промышленности.

### Провозглашение империи
28 флореаля (18 мая 1804 года) постановлением Сената (так называемым сенатус-консультом XII года) была принята новая конституция, согласно которой Наполеон провозглашался императором французов, вводились должности высших сановников и великих офицеров Империи, в том числе восстанавливалось маршальское звание, отменённое в годы революции.
В тот же день были назначены пять из шести высших сановников (верховный выборщик, архиканцлер Империи, архиказначей, великий коннетабль и великий адмирал). Высшие сановники образовали большой императорский совет. 19 мая 1804 года восемнадцать популярных генералов были назначены маршалами Франции, причём четверо из них считались почётными, а остальные — действительными.
В ноябре сенатус-консульт был ратифицирован по результатам плебисцита. По итогам плебисцита и несмотря на сопротивление Государственного совета было решено возродить традицию коронации. Наполеон непременно хотел, чтобы в церемонии участвовал римский папа. Последний требовал, чтобы Наполеон обвенчался с Жозефиной по церковному обряду. В ночь на 2 декабря кардинал Феш провёл обряд венчания в присутствии Талейрана, Бертье и Дюрока. 2 декабря 1804 года в ходе пышной церемонии, проходившей в соборе Парижской Богоматери с участием папы, Наполеон короновал самого себя императором французов, а затем возложил корону на Жозефину. Стендаль в своём дневнике назвал коронацию «очевидным союзом всех шарлатанов» — «религия, венчающая на царство тиранию, причём всё это во имя блага людей».
Коронация высветила скрытую до тех пор враждебность между семьями Бонапарт (братьями и сёстрами Наполеона) и Богарне (Жозефина и её дети). Сёстры Наполеона не желали нести шлейф Жозефины. Мадам Мать вовсе отказалась прибыть на коронацию. В ссорах Наполеон принимал сторону жены и приёмных детей, однако оставался щедр по отношению к братьям и сёстрам (впрочем, постоянно высказывая недовольство ими и тем, что они не оправдывают его надежд).
Ещё одним камнем преткновения между Наполеоном и его братьями стал вопрос о том, кому быть королём Италии и кому наследовать императорскую власть во Франции. Результатом их споров стало решение, согласно которому Наполеон получал обе короны, а в случае его смерти короны делились между его родственниками. 17 марта 1805 года из «дочерней» Итальянской республики, в которой Наполеон был президентом, было создано Королевство Италия. Во вновь образованном королевстве Наполеон получил титул короля, а его пасынок Евгений Богарне — титул вице-короля. Решение о коронации Наполеона Железной короной оказало дурную услугу французской дипломатии, поскольку вызвало враждебность со стороны Австрии и способствовало её присоединению к вновь формирующейся антифранцузской коалиции. В мае 1805 года Лигурийская республика стала одним из департаментов Франции.

### Трудные времена
Во вторую половину правления Наполеона, когда война все же истощила народные средства и, главное, войны стали менее удачными, стране пришлось расплачиваться за свои военные увлечения и крайности протекционизма, вызвавшие страшный торгово-промышленный кризис. В Империи была установлена военная диктатура, которая не могла быть прочной.

### Неправительственные политические движения
Политика Наполеона в первые годы его правления пользовалась поддержкой населения — не только собственников, но и малоимущих (рабочих, батраков): оживление экономики вело к росту зарплат, чему способствовали и постоянные наборы в армию. Наполеон выглядел спасителем отечества, войны вызывали национальный подъём, а победы — чувство гордости. Наполеон Бонапарт был человеком революции, а окружающие его маршалы, блестящие военачальники, происходили подчас из самых низов.
Но постепенно народ начал уставать от войны, наборы в армию стали вызывать недовольство. Непопулярные внешнеполитические решения  и экономический кризис с 1810 года ударили по репутации Его Величества. Войны на просторах Европы теряли смысл, затраты на них стали раздражать буржуазию. Новое дворянство, которое создал Наполеон, так и не стало опорой его трона. Безопасности Франции, казалось, ничто не угрожало, а во внешней политике всё большую роль играло стремление императора укрепить и обеспечить интересы династии, не допустив, в случае своей смерти, как анархии, так и реставрации Бурбонов. Деспотизм Наполеона оттолкнул от него всю сохранявшую ещё любовь к свободе часть интеллигенции (цензура 1810 года, высылка де Сталь, Констана и др. — см. Наполеон I); духовенство, едва с ним примирившееся, вновь сделалось самым ожесточённым его врагом. Старая аристократия, которой он разрешил вернуться на родину и которую пытался приблизить к своему двору, не могла примириться ни с потерей прежних богатств, ни с новым положением при дворе надменного и постоянно оскорблявшего её императора. Народные массы чувствовали себя утомлёнными и требовали смягчения податного бремени и прекращения войн. Не терпя вокруг себя ни малейшей искры самостоятельности, Наполеон наполнил все созданные им учреждения лишёнными собственной воли и льстившими ему его креатурами. В минуту испытания нельзя было рассчитывать на их твёрдость и стойкость; и действительно, после вступления союзных армий в Париж (31 марта 1814 года), назначенный им же сенат провозгласил 3 апреля 1814 года низложение его с престола, опубликовав в своём «Акте низложения» целый обвинительный акт против него, в котором ему ставились в вину нарушения конституции, совершённые при постоянной и деятельной поддержке сената.

## Внешняя политика
В целом первая империя вела милитаристскую внешнюю политику.

### Возвышение империи
В апреле 1805 года Россией и Великобританией был подписан Петербургский союзный договор, заложивший основу новой антифранцузской коалиции. В том же году Великобритания, Австрия, Россия, Неаполитанское королевство и Швеция сформировали Третью коалицию против Франции и союзной ей Испании. Важным фактором в формировании коалиции стали британские субсидии (англичане выделили союзникам 5 млн фунтов стерлингов). Французской дипломатии удалось добиться нейтралитета Пруссии в надвигавшейся войне (Талейран по указанию Наполеона обещал Фридриху-Вильгельму III отобранный у британцев Ганновер).
В октябре 1805 года Наполеон создал Управление экстраординарных имуществ (фр. domaine extraordinaire) — специальный финансовый институт во главе с Ла Буйери, предназначенный для сбора платежей и контрибуций с завоёванных стран и территорий. Эти средства расходовались главным образом на финансирование следующих военных кампаний.
Наполеон планировал высадку на Британские острова, но, получив сведения о действиях коалиции, двинул войска из Булонского лагеря в Германию. Австрийская армия капитулировала в битве под Ульмом 20 октября 1805 года. 21 октября британский флот под командованием Нельсона разгромил испано-французский флот при Трафальгаре. В результате этого поражения Наполеон уступил британцам господство на море. Несмотря на огромные усилия и ресурсы, которые Наполеон потратил в последующие годы, ему так и не удалось поколебать британское морское владычество; высадка на Британские острова стала невозможна. 13 ноября Вена была объявлена открытым городом и французские войска заняли её без серьёзного сопротивления.
Российский император Александр I и император Священной Римской империи Франц II прибыли к армии. По настоянию Александра I российская армия прекратила отступление и вместе с австрийцами 2 декабря 1805 года вступила в сражение с французами при Аустерлице, в котором союзники попали в тактическую ловушку, расставленную Наполеоном, потерпели тяжёлое поражение и в беспорядке отступили. 26 декабря Австрия заключила с Францией Пресбургский мир. Более 65 млн франков поступили из австрийских земель в Управление экстраординарных имуществ: война кормила войну. Известия о военных операциях и победах, которые доносились до французской публики благодаря бюллетеням Великой армии, служили сплочению нации.
27 декабря 1805 года Наполеон объявил, что «династия Бурбонов в Неаполе перестала царствовать», за то, что Неаполитанское королевство, вопреки прежнему договору, примкнуло к антифранцузской коалиции. Движение французской армии на Неаполь заставило короля Фердинанда I бежать в Сицилию, и Наполеон сделал неаполитанским королём своего брата Жозефа. Декретом от 30 марта 1806 года Наполеон ввёл княжеские титулы для членов императорской фамилии. Полина и её супруг получили герцогство Гвасталла, Мюрат и его супруга — великое герцогство Берг. Бертье получил Невшатель. Княжества Беневенто и Понтекорво были отданы Талейрану и Бернадотту. Сестра Наполеона Элиза ещё раньше получила Лукку, а в 1809 году Наполеон сделал Элизу правительницей всей Тосканы. В июне 1806 года Королевство Голландия пришло на смену марионеточной Батавской республике. На престол Голландии Наполеон посадил своего младшего брата Людовика.
12 июля 1806 года между Наполеоном и многими правителями германских государств был заключён договор, в силу которого эти правители вступали между собой в союз, получивший название Рейнского, под протекторатом Наполеона и с обязанностью держать для него шестидесятитысячное войско. Образование союза сопровождалось медиатизацией (подчинением мелких непосредственных (immediat) владетелей верховной власти крупных государей). 6 августа 1806 года император Франц II объявил о сложении с себя титула и полномочий императора Священной Римской империи и, таким образом, это многовековое образование прекратило своё существование.
Встревоженная усилением французских позиций в Германии, так и не получив обещанный ей Ганновер, против Наполеона выступила Пруссия. 26 августа она выдвинула ультиматум с требованием отвода Великой армии за Рейн. Наполеон отверг этот ультиматум и напал на прусские войска. В первой же крупной битве при Заальфельде, 10 октября 1806 года пруссаки были разбиты. После этого 14 октября последовало полное поражение их под Йеной и Ауэрштедтом. Через две недели после йенской победы Наполеон вступил в Берлин, вскоре после того сдались Штетин, Пренцлау, Магдебург. На Пруссию была наложена контрибуция в 159 млн франков.
Из Кёнигсберга, куда бежал прусский король Фридрих-Вильгельм III, он умолял Наполеона прекратить войну, соглашаясь присоединиться к Рейнскому Союзу. Однако Наполеон делался всё требовательнее, и прусский король вынужден был продолжать боевые действия. На помощь к нему пришла Россия, выставившая две армии с целью помешать переправе французов через Вислу. Наполеон обратился к полякам с воззванием, приглашавшим их к борьбе за независимость и 19 декабря 1806 года в первый раз вступил в Варшаву. Ожесточённые сражения под Чарновым, Пултуском и Голымином в декабре 1806 года не выявили победителей.
13 декабря в Париже родился Шарль Леон, сын Наполеона и Элеоноры Денюэль. Наполеон узнал об этом 31 декабря в Пултуске. Рождение сына означало, что Наполеон сможет основать династию, если разведётся с Жозефиной. Возвращаясь в Варшаву из Пултуска, 1 января 1807 года на почтовой станции в Блоне Наполеон в первый раз повстречал двадцатиоднолетнюю Марию Валевскую, жену пожилого польского графа, с которой у него сложился длительный роман.
Генеральное сражение зимней кампании произошло при Эйлау 8 февраля 1807 года. В кровопролитном сражении между главными силами французской и русской армий под командованием генерала Беннигсена победителей не оказалось, впервые за многие годы Наполеон не одержал решительной победы.
После занятия французами Данцига 27 мая 1807 года и поражения русских под Фридландом 14 июня, позволившего французам занять Кёнигсберг и угрожать русской границе, 7 июля был заключён Тильзитский мир. Из польских владений Пруссии было образовано Великое герцогство Варшавское. У Пруссии были отняты и все её владения между Рейном и Эльбой, образовавшие вместе с рядом бывших мелких германских государств Вестфальское королевство, во главе которого был поставлен брат Наполеона Жером.
Победы, одержанные в двух итальянских и других кампаниях, создали Наполеону репутацию непобедимого полководца. Внутри империи окончательно установилось его полновластие, он совершенно не считался теперь с мнением своих министров, законодателей, родственников и друзей. 9 августа 1807 года Талейран был отправлен в отставку с поста министра иностранных дел. 19 августа был распущен Трибунат. Недовольство императора вызывали коронованные им родственники и друзья, стремившиеся защищать интересы своих владений вопреки единству империи. Наполеона отличали презрение к людям и нервозность, подчас приводившая к припадкам ярости, похожим на эпилепсию. Стремясь единолично принимать решения и контролировать их исполнение, Наполеон создал систему так называемых административных советов, на которых рассматривались в том числе вопросы, входившие в компетенцию муниципалитетов, а для контроля за расходами на содержание громоздкого административного аппарата в 1807 году он учредил Счётную палату во главе с Барбе-Марбуа.
Будучи императором, Наполеон вставал в 7 часов утра и занимался делами. В 10 часов — завтрак, сопровождаемый разбавленным шамбертеном (привычка с дореволюционных времён). После завтрака опять работал в кабинете до часу дня, после чего присутствовал на заседаниях советов. Обедал в 5, а иногда в 7 часов пополудни, после обеда общался с императрицей, знакомился с книжными новинками, а затем возвращался в кабинет. В полночь ложился спать, в три часа ночи просыпался, чтобы принять горячую ванну, в пять утра опять ложился спать.

### Континентальная блокада
18 мая 1806 года британское правительство распорядилось о блокаде французского побережья, разрешив досмотр нейтральных (главным образом американских) судов, направлявшихся во Францию. Одержав победу над Пруссией, 21 ноября 1806 года в Берлине Наполеон подписал декрет о континентальной блокаде. С этого момента Франция и её союзники прекращали торговые отношения с Англией. Европа была основным рынком сбыта английских товаров, а также колониальных, ввозимых Великобританией, — крупнейшей морской державой. Континентальная блокада нанесла ущерб английской экономике: по мере того, как европейские страны присоединялись к блокаде, происходило падение экспорта британского сукна и хлопка на континент, при этом росли цены на сырьё, которое Британия ввозила с континента. Ситуация значительно ухудшилась для Британии после того, как в июле 1807 года к континентальной блокаде примкнула Россия в соответствии с условиями Тильзитского мира. Европейские страны, которые первоначально мирились с британской контрабандой, под давлением Наполеона были вынуждены начать с ней серьёзную борьбу. Во втором полугодии 1807 года в голландских портах были арестованы около 40 британских судов, Дания закрыла для англичан свои воды. К середине 1808 года рост дороговизны и падение доходов вызвало народные волнения в Ланкашире, произошло падение фунта стерлингов.

### От Пиренеев до Ваграма
В 1807 году, при поддержке Испании, бывшей в союзе с Францией с 1796 года, Наполеон потребовал от Португалии, чтобы и она примкнула к континентальной системе. Когда Португалия отказалась выполнить это требование, то 27 октября между Наполеоном и Испанией состоялся тайный договор о завоевании и разделе Португалии, при этом южная часть страны должна была отойти всевластному первому министру Испании Годою. 13 ноября 1807 года правительственная «Le Moniteur» сардонически возвестила, что «Браганцский дом перестал править — новое доказательство неизбежной гибели всех, кто связывает себя с Англией». Наполеон направил на Лиссабон 25-тысячный корпус Жюно. После изнурительного двухмесячного перехода по испанской территории Жюно с 2 тыс. солдат 30 ноября прибыл в Лиссабон. Португальский принц-регент Жуан, услышав о приближении французов, бросил свою столицу и бежал с родственниками и двором в Рио-де-Жанейро. Наполеон, взбешённый тем, что королевское семейство и португальские корабли ускользнули от него, 28 декабря приказал наложить на Португалию контрибуцию в 100 млн франков.
Рассчитывая стать суверенным князем согласно условиям тайного договора, Годой допустил размещение большого количества французских войск на территории Испании. 13 марта 1808 года Мюрат был в Бургосе со 100 тыс. солдат и двигался в сторону Мадрида. Для успокоения испанцев Наполеон приказал распространить слух, что он намерен осадить Гибралтар. Поняв, что с гибелью династии погибнет и он, Годой стал убеждать испанского короля Карла IV в необходимости бежать из Испании в Южную Америку. Однако в ночь на 18 марта 1807 года он был свергнут в ходе мятежа в Аранхуэсе так называемыми «фернандистами», которые добились его отставки, отречения Карла IV и передачи власти сыну короля — Фердинанду VII. 23 марта Мюрат вошёл в Мадрид. В мае 1808 года Наполеон вызвал обоих испанских королей — отца и сына — для объяснений в Байонну. Оказавшись в плену у Наполеона, оба монарха отреклись от короны, а на испанский престол император посадил своего брата Жозефа, бывшего до того неаполитанским королём. Теперь неаполитанским королём стал Мюрат.
Вмешательство Наполеона во внутренние дела Испании вызвало возмущение — 2 мая в Мадриде, а потом по всей стране. Местные власти (хунты) организовали сопротивление французам, которым пришлось столкнуться с новой для них формой боевых действий — партизанской войной. 22 июля Дюпон c 18 тыс. солдат сдался испанцам в поле возле Байлена, нанеся сильный удар по репутации прежде непобедимой Великой армии. Британцы высадились в Португалии при поддержке местных властей и населения и вынудили Жюно эвакуироваться из страны после поражения при Вимейру.
Для окончательного завоевания Испании и Португалии Наполеону требовалось перевести сюда основные силы Великой армии из Германии, однако этому препятствовала угроза войны со стороны перевооружившейся Австрии. Единственным противовесом Австрии могла бы быть союзная Наполеону Россия. 27 сентября Наполеон встретился с Александром I в Эрфурте, чтобы заручиться его поддержкой. Наполеон поручил ведение переговоров Талейрану, который к этому времени состоял в тайных отношениях с австрийским и русским дворами. Александр предлагал разделить Турцию и передать России Константинополь. Не получив согласия Наполеона, Александр ограничился общими словами по поводу союза против Австрии. Наполеон также просил через Талейрана руки великой княжны Екатерины Павловны, но и тут ничего не добился.
Рассчитывая решить испанскую проблему до вступления Австрии в войну, Наполеон 29 октября выступил в поход во главе прибывшей из Германии армии в 160 тыс. человек. 4 декабря французские войска вошли в Мадрид. 16 января англичане, отразив атаку Сульта под Ла-Коруньей, погрузились на корабли и покинули Испанию. 1 января 1809 года в Асторге Наполеон получил депеши о военных приготовлениях Австрии и об интригах в его правительстве со стороны сблизившихся Талейрана и Фуше (которые договорились в случае смерти Наполеона в Испании заменить его Мюратом). 17 января он выехал из Вальядолида в Париж. Несмотря на достигнутые успехи, завоевание Пиренеев не было закончено: испанцы продолжали партизанскую войну, английский контингент прикрывал Лиссабон, через три месяца англичане под командованием Уэлсли снова высадились на полуострове. Падение португальской и испанской династий привело к открытию обеих колониальных империй для британской торговли и пробило брешь в континентальной блокаде. Впервые война не приносила Наполеону доходы, а лишь требовала всё новых и новых расходов и солдат. Для покрытия расходов увеличивались косвенные налоги (на соль, продовольственные товары), что вызывало недовольство населения. На Святой Елене Наполеон говорил: «злополучная испанская война стала первопричиной несчастий».
За время, прошедшее после подписания Пресбургского мира, в австрийской армии были проведены глубокие военные реформы под руководством эрцгерцога Карла. Рассчитывая воспользоваться антифранцузскими настроениями, набиравшими силу в Германии, 3 апреля 1809 года император Австрии Франц I объявил войну Франции. После начала боевых действий Австрия получила от Великобритании более 1 млн фунтов стерлингов в виде субсидии. Наполеон, увязший в Испании, пытался избежать войны, но без поддержки со стороны России не смог этого сделать. Однако благодаря энергичным усилиям за три месяца с января 1809 года он смог сформировать во Франции новую армию. Эрцгерцог Карл направил одновременно восемь корпусов в союзную Наполеону Баварию, два корпуса в Италию и один в Варшавское герцогство. Русские войска сосредоточились на восточных границах Австрийской империи, но в боевых действиях участия практически не приняли, позволив Австрии вести войну на один фронт (что вызвало гнев Наполеона).
Наполеон, подкреплённый войсками Рейнского союза, силами десяти корпусов отразил нападение на Баварию и 13 мая захватил Вену. Австрийцы переправились на северный берег разлившегося Дуная и разрушили за собой мосты. Наполеон решил форсировать реку с опорой на остров Лобау. Однако после того, как часть французских войск переправилась на остров, а часть — на северный берег, понтонный мост разорвался, а эрцгерцог Карл напал на переправившихся. В последовавшем 21—22 мая сражении при Асперне и Эсслинге Наполеон потерпел поражение и отступил. Неудача самого императора воодушевила все антинаполеоновские силы в Европе. После шести недель обстоятельной подготовки французские войска переправились через Дунай и одержали 5—6 июля победу в генеральном сражении при Ваграме, за которой 12 июля последовало Цнаймское перемирие, а 14 октября был заключён Шёнбруннский мир. По этому договору Австрия лишилась выхода к Адриатическому морю, передав Франции территории, из которых впоследствии Наполеон образовал Иллирийские провинции. Галиция была передана Великому герцогству Варшавскому, а Тарнопольский округ — России. Австрийская кампания показала, что армия Наполеона уже не имела прежнего преимущества перед противником на поле боя.

### Непопулярные шаги Наполеона
В феврале 1808 года французские войска заняли Рим. Декретом от 17 мая 1809 года Наполеон объявил папские владения присоединёнными к Французской империи, отстранив от власти самого Папу Римского. В ответ на это папа Пий VII отлучил «грабителей наследства св. Петра» от церкви. Папская булла была прибита на дверях четырёх главных церквей Рима и выслана всем послам иностранных держав при папском дворе. Наполеон приказал арестовать Папу и держал его в плену до января 1814 года. 5 июля 1809 года французские военные власти вывезли его в Савону, а затем — в Фонтенбло под Парижем. Отлучение Наполеона от церкви негативно сказалось на авторитете его власти, в особенности в традиционно католических странах[каких?].
С целью заключения династического брака Наполеон 12 января 1810 года развёлся с Жозефиной, от которой не имел детей, и просил у Александра I руки его младшей сестры, 15-летней великой княжны Анны Павловны. Предвидя отказ, он также обратился к Францу I с предложением о браке с его дочерью, австрийской принцессой Марией-Луизой, на которой Наполеон и женился 1 апреля 1810 года. 20 марта 1811 года у них родился сын Наполеон. Поскольку Мария-Луиза приходилась внучатой племянницей французской королеве Марии-Антуанетте, её сын имел формальное право занять французский престол, но австрийский брак императора был крайне непопулярен во Франции.
Континентальная блокада, хотя и нанесла ущерб Великобритании, не смогла привести к победе над ней. 3 июня 1810 года Наполеон отправил в отставку Фуше за тайные переговоры с англичанами о мире, которые он вёл якобы по поручению императора. Союзники и вассалы Первой империи, принявшие континентальную блокаду вопреки своим интересам, не стремились строго её соблюдать, росла напряжённость между ними и Францией. 3 июля того же года Наполеон лишил голландской короны своего брата Луи за несоблюдение континентальной блокады и требований по набору рекрутов; Голландия была присоединена к Франции. Признав, что континентальная блокада не позволяет достичь поставленных целей, император не отказался от неё, а ввёл так называемую «новую систему», при которой выдавались специальные лицензии на торговлю с Великобританией, причём преимущество при получении лицензий имели французские предприятия. Эта мера вызвала ещё большую враждебность в среде континентальной буржуазии. Всё более очевидными становились противоречия между Францией и Россией. Патриотические движения ширились в Германии, в Испании не угасала герилья.

### Поход в Российскую империю
Разорвав отношения с Александром I, Наполеон решился на войну с Российской империей. 450 тыс. солдат, собранных в Великую армию из разных стран Европы, в июне 1812 года перешли русскую границу; им противостояли 193 тыс. солдат в двух русских западных армиях. Наполеон пытался навязать русским войскам генеральное сражение; уклоняясь от превосходящего неприятеля и стремясь соединиться, две русские армии отступали вглубь страны, оставляя за собой разорённую территорию. Великая армия страдала от голода, жары, грязи, скученности и вызванных ими болезней; к середине июля из неё дезертировали целыми отрядами. Соединившись под Смоленском, русские армии пытались отстоять город, но безуспешно; 18 августа им пришлось возобновить отступление в сторону Москвы. Единую русскую армию возглавил М. И. Кутузов. Генеральное сражение, данное русскими войсками 7 сентября у деревни Бородино перед Москвой, не принесло Наполеону решительной победы. Русским войскам вновь пришлось отступить, 14 сентября Великая армия вошла в Москву.
Немедленно распространившийся после этого пожар уничтожил бо́льшую часть города. Рассчитывая на заключение мира с Александром, Наполеон неоправданно долго оставался в Москве; наконец, 19 октября он вышел из города в юго-западном направлении. Не сумев преодолеть оборону русской армии 24 октября у Малоярославца, Великая армия вынуждена была отступать по уже разорённой местности в направлении Смоленска. Русская армия следовала параллельным маршем, нанося противнику урон как в сражениях, так и партизанскими действиями. Страдая от голода, солдаты Великой армии превращались в грабителей и насильников; разгневанное население отвечало не меньшими жестокостями, закапывая пойманных мародёров заживо. В середине ноября Наполеон вошёл в Смоленск и не нашёл здесь запасов продовольствия. В связи с этим он был вынужден отступать дальше в сторону русской границы. С большим трудом ему удалось избежать полного разгрома при переправе через Березину 27—28 ноября. Огромная разноплеменная армия Наполеона не несла в себе прежнего революционного духа, вдали от родины на полях России она быстро таяла. Получив сообщение о попытке переворота в Париже и желая собрать новые войска, Наполеон уехал в Париж 5 декабря. В своём последнем бюллетене он признал катастрофу, но списал её исключительно на суровость русской зимы, хотя зимняя погода проявилась только в самом конце похода Наполеона. Из России вернулись лишь 25 тыс. солдат из тех 630 тыс., что входили в центральную часть Великой армии. Наполеон потерял в России почти всех лошадей; эту потерю он так и не смог возместить.
Поражение в русской кампании положило конец легенде о непобедимости Бонапарта. Несмотря на усталость русской армии и нежелание русских военачальников продолжать войну за пределами России, Александр I принял решение перенести боевые действия на территорию Германии. Пруссия присоединилась к новой антинаполеоновской коалиции. В несколько месяцев Наполеон собрал новую 300-тысячную армию из юношей и стариков и обучил её на марше в Германию. В мае 1813 года в сражениях при Лютцене и Бауцене Наполеон сумел нанести поражения союзникам, несмотря на нехватку кавалерии. 4 июня было заключено перемирие, Австрия выступила посредником между воюющими сторонами. Министр иностранных дел Австрии Меттерних на встречах с Наполеоном в Дрездене предлагал заключить мир на условиях восстановления Пруссии, раздела Польши между Россией, Пруссией и Австрией и возвращения Иллирии австрийцам; но Наполеон, считая военные завоевания основой своей власти, отказался.
Испытывая острый финансовый кризис и соблазняемая английскими субсидиями, по окончании перемирия 10 августа Австрия присоединилась к шестой коалиции. Так же поступила Швеция. В соответствии с Трахенбергским планом союзники сформировали три армии под командованием Бернадотта, Блюхера и Шварценберга. Наполеон также разделил свои силы. В крупном сражении при Дрездене Наполеон взял верх над союзниками; однако его маршалы, действуя самостоятельно, потерпели ряд болезненных поражений при Кульме, Кацбахе, Гросберене и Денневице.Перед лицом грозящего окружения Наполеон со 160-тысячной армией дал под Лейпцигом генеральное сражение соединённым русским, австрийским, прусским и шведским войскам общей численностью 320 тысяч человек (16 — 19 октября 1813).
На третий день этой «Битвы народов» на сторону союзников перешли саксонцы из корпуса Ренье, а затем и вюртембергская кавалерия.
Поражение в Битве народов привело к отпадению Германии и Голландии, распаду Швейцарской конфедерации, Рейнского союза и Итальянского королевства. В Испании, где французы терпели поражение, Наполеону пришлось восстановить власть испанских Бурбонов (ноябрь 1813). Чтобы заручиться поддержкой депутатов, в декабре 1813 года Наполеон созвал заседание Законодательного корпуса, однако распустил палату после того, как она приняла нелояльное постановление. В конце 1813 года союзные армии форсировали Рейн, вторглись в Бельгию и двинулись на Париж. 23 января 1814 года Наполеон устроил свой последний приём для офицеров в Тюильри. На рассвете 25 января он в последний раз увидел своего сына, после чего направился к войскам. 250-тысячной армии союзников Наполеон мог противопоставить только 80 тысяч рекрутов. В серии сражений он одержал победы над отдельными соединениями союзников. Однако 31 марта 1814 года коалиционные войска под предводительством русского царя Александра I и короля Пруссии вступили в Париж.

## Экономика
Экономический баланс правления Наполеона не может считаться безусловно неблагоприятным для Франции. Войны не приносили Франции большого вреда. Они велись на чужой территории, на контрибуции и реквизиции, и Франция платила за них сравнительно мало (хотя налоги всё-таки росли); даже займы для неё не заключались. Войны решили проблему безработицы.
В 1810 году политика протекционизма вызвала масштабный торгово-промышленный кризис, преодолённый лишь в 1815 году.

### Сельское хозяйство
При активном содействии правительства сильно распространилась культура некоторых растений, до тех пор неизвестных или мало известных во Франции; важнейшим из них был картофель, введение которого началось ещё до революции, но шло медленно. Площадь обрабатываемых земель увеличилась весьма значительно; виноделие с 1790 по 1810 годы увеличилось в полтора раза; вывоз скота с суммы 4,5 млн франков в 1790 году поднялся к 1812 году до 9 млн.

### Промышленность
Войны давали громадные заказы собственной промышленности (ткацкая промышленность в значительной мере обязана своим ростом военным предприятиям Наполеона). Прядильная, ткацкая, шёлковая промышленность получили громадный толчок и усилились в несколько раз; фабричная промышленность, весьма слабая до революции, была очень развита к концу царствования Наполеона.

### Внешняя торговля
В целях развития промышленности Наполеон прибегал к высокопокровительственному, частью прямо запретительному таможенному тарифу. Вывозная торговля Франции в первую половину царствования Наполеона быстро росла (в 1802—1804 годах вывоз в среднем равнялся 351 млн франков, в 1805—1807 годах — 402 млн франков) и только во вторую половину начала падать, составляя в 1808—1810 годах 343 млн франков, в 1811—1812 годах — 356 млн франков. Ввоз, затрудняемый тарифами и политическими событиями, сильно колебался из года в год, но в общем падал (в 1802 году — 465 млн франков, в 1812 году — 257 млн франков).
Ввиду нарушения торговых прав США 18 апреля 1806 года Конгресс принял Закон о запрете на ввоз, вводивший эмбарго для Франции; 15 ноября закон вступил в силу. В мае Великобритания объявила Франции блокаду от Эльбы до Бретани. В ответ 21 ноября Франция объявила Великобритании блокаду, продолжавшуюся до самого отречения Наполеона. 1 мая 1810 года США отменили эмбарго.

## Государственный строй

### Основы
Основной закон — Конституция XII года. Значительно изменена сенатус-консультом 19 августа 1807 года (отменившим Трибунат), а затем так называемым Дополнительным актом от апреля 1815 года, принятым после возвращения Наполеона на трон на «Сто дней».
Форма правления — унитарная дуалистическая монархия.

### Глава государства
Монарх — император французов Наполеон I. Трон передается старшему претенденту на престол среди сыновей предыдущего монарха. В случае отсутствия наследников император мог выбрать преемника путём усыновления кого-либо из детей или внуков своих братьев.

### Структура власти

#### Законодательная власть
Законодательный процесс представлял собой следующее: Государственный совет по указанию и под руководством правительства (консулов и министров) предлагал законопроекты, которые поступали в Трибунат, где трибуны имели право обсуждать проект, затем они пересылали проект со своим мнением в Законодательный корпус, где депутаты не могли обсуждать, а лишь принимали или отвергали законопроект. Утвержденный закон первый консул мог отправить в Охранительный сенат, который принимал или признавал закон неконституционным. В 1807 году Трибунат был упразднён, его заменили комиссии в Законодательном корпусе.

##### Парламент
- Верхняя палата — Охранительный сенат
- Нижняя палата — Законодательный корпус

### Структура общества
Декретами от 1 марта 1808 года Наполеон восстановил дворянские титулы и дворянские гербы как знак признания заслуг перед империей. Отличие от старого дворянства состояло в том, что пожалование титула не давало прав на земельные владения и титул не переходил по наследству автоматически. Однако вместе с титулом новые дворяне нередко получали высокие оклады. Если дворянин приобретал майорат (капитал или постоянный доход), то титул передавался по наследству. 59 % нового дворянства составили военные.

## Правовая система